# Helle Ryding
Helle Ryding (født 23. Juli 1959) er en dansk fantasy forfatter, som debuterede i 2005 med Den Sorte Ravns Forbandelse, første bind i trilogien Morganas Kilder. Efter at have fuldendt Morganas Kilder-trilogien arbejdede Ryding på en ny fantasyserie, Klintespind, i tre dele. Første bind, Serpina, udkom i 2011, mens de to sidste bind, Ulvepige og Månebarn, udkom i 2013.
Helle Rydings bøger foregår i et fantasyunivers inspireret af nordiske folkesagn, og hun har som forfatter fundet et alternativ til Tolkien-universets forestilling om en fantasyverden. Et generelt træk ved Helle Rydings forfatterskab er hendes beskrivelse af det gode og det onde, som i bøgerne behandles ud fra flere forskellige synsvinkler. 
Helle Ryding er cand.jur. og arbejder med ophavsret inden for billedkunst, når hun ikke skriver bøger.

### Morganas Kilder
- Den Sorte Ravns forbandelse (Borgen, 2005)
- De fire vinde (Borgen, 2006)
- Regnbuestøv (Borgen, 2008)

### Klintespind
- Serpina (Nyt Nordisk Forlag, 2011)
- Ulvepige (Nyt Nordisk Forlag, 2013)
- Månebarn (Nyt Nordisk Forlag, 2013)

## Priser og nomineringer
- Regnbuestøv blev nomineret til Orla-prisen 2010 blandt seks romaner i kategorien ”Fantasy”
- Helle Ryding modtog BMF's Børnebogspris 2011 for Serpina

## Eksterne Henvisninger
- Helle Rydings Hjemmeside
- Helle Ryding – Biografi